# 제인 홀츠
제인 홀츠(Zane Holtz, 1987년 1월 18일 ~ )는 캐나다의 배우이자 모델이다.

## 출연 작품
- 세븐미니츠 - 오웬 역
- 배틀 스카스
- 윈드 워커스
- 헌터 킬러 - 폴 마티넬리 역